# Diridon Station
Die Diridon Station (umgangssprachlich oft San José Diridon oder Downtown San José-Diridon Station genannt) ist ein Fern- und Nahverkehrsbahnhof in San José, USA. Er liegt an der Adresse 65 Cahill Street. Die Station ist ein zentraler Umsteigepunkt im Santa Clara County und liegt in der Downtown von San José.
Laut dem Betreiber Amtrak haben im Jahr 2013 258.776 Passagiere den Bahnhof genutzt, das entspricht 10,2 Prozent mehr Passagieraufkommen als im Vorjahr.

## Geschichte
Der Bahnhof wurde im Dezember 1935 eröffnet.

## Zugverbindungen

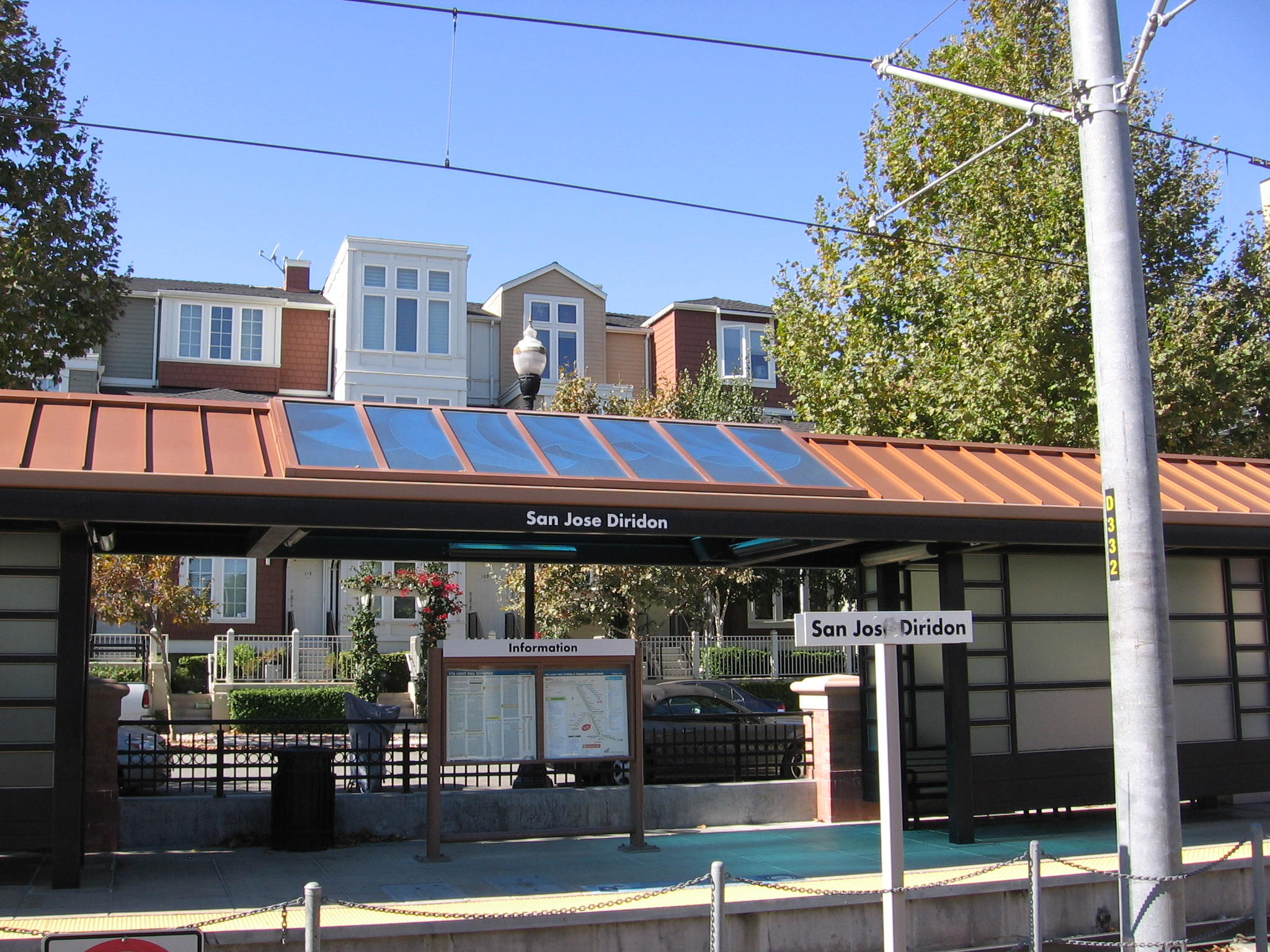
Straßenbahnhaltepunkt der VTA Light Rail

Gegenwärtig wird der Zug von folgenden Eisenbahngesellschaften bedient: Der Fernzug Coast Starlight führt im Auftrag von Amtrak die Verbindungen zur Union Station in Los Angeles durch. Caltrain bedient als Regionalzug die Innenstadt von San Francisco. 
Der Bahnhof wird im öffentlichen Nahverkehr durch die Straßenbahnlinie VTA Light Rail befahren, welche durch die Santa Clara Valley Transportation Authority betrieben wird.

## Zukunftsaussichten

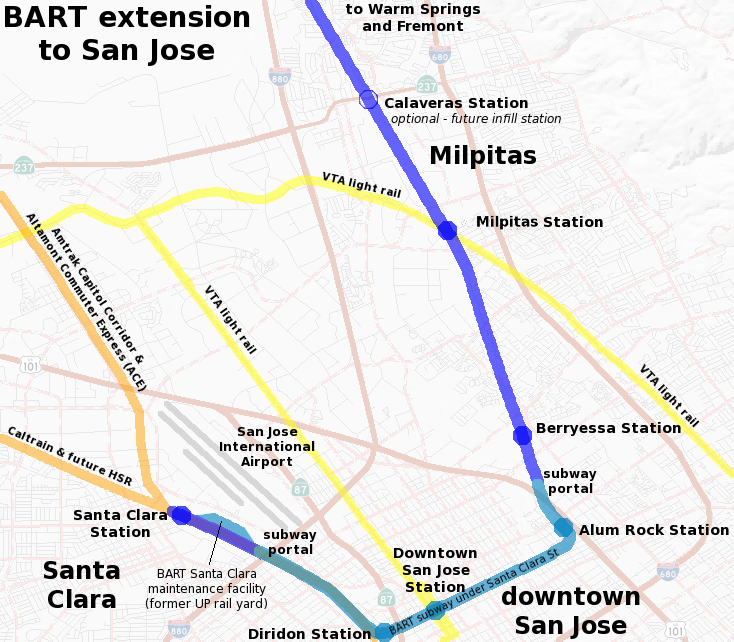
Plan zur Verlängerung des BART-Systems

Langfristig geplant ist die Verlängerung des Nahverkehrssystem Bay Area Rapid Transit (BART) von der bisherigen Endstation "Berryessa" in San José, welche 2020 in Betrieb genommen wurde, durch die Downtown von San José bis nach Santa Clara. Eine Haltestelle soll auch die Diridon Station anbinden.
Im Rahmen des California High-Speed Rail Projects soll die Diridon Station neu geplant und umgebaut werden. Ziel ist es den geplanten Halt der High-Speed Rail Züge von San Francisco und Los Angeles zu ermöglichen sowie den Bahnhof besser in das urbane Umfeld einzugliedern. Mit den geplanten Verbesserungen im Verkehrsangebot soll die Diridon Station einer der verkehrsreichsten Bahnhöfe an der Westküste der USA werden. Das 2019 vorgeschlagene Konzept sieht die Anhebung der Gleise um eine Ebene und die Errichtung zweier ebenerdiger Passagen vor. Die Anbindung des BART-Systems soll nicht im selben Gebäude, sondern über den Vorplatz erfolgen.